# Rum for fantasi
|  | Denne artikel er oprettet af botten Steenthbot ud fra en ekstern database. Den kan derfor have sproglige fejl eller mangler. Denne skabelon kan fjernes efter kontrol af indholdet. |

Rum for fantasi er en dansk eksperimentalfilm fra 1984 instrueret af Maj-Britt Lilholt.

## Handling
En stemningscollage fra kvindekulturfestivalen i Dannerhuset.